# Выбор оружия
«Выбор оружия» (фр. Le Choix Des Armes) — французский художественный фильм 1981 года. В главных ролях — Жерар Депардьё, Ив Монтан и Катрин Денёв. Фильм снят режиссёром Аленом Корно.

## Сюжет
Главные герои фильма — два бандита: Микки и уже пожилой Ноэль.
Микки (Жерар Депардьё) убегает из тюрьмы и находит убежище на ферме, где с женой (Катрин Денёв) живёт ушедший на покой Ноэль (Ив Монтан).
Французская полиция выходит на след Микки, который исчезает, считая, что его сдал Ноэль.
Ноэль оказывается втянутым в череду нелепых случайностей и преступлений, связанных с его прошлым.

## В ролях
- Жерар Депардьё — Микки
- Ив Монтан — Ноэль
- Катрин Денёв — Николь
- Мишель Галабрю — комиссар Боннардо
- Кристиан Маркан  — Жан
- Жерар Ланвен — инспектор Сарла
- Ришар Анконина — Дани